# نصرالدین عباس
نصرالدین عباس (عربی: نصر الدين عباس؛ زادهٔ ۱۳ اوت ۱۹۴۴) بازیکن فوتبال اهل سودان بود.
وی به‌همراه تیم ملی فوتبال سودان در بازی‌های المپیک تابستانی ۱۹۷۲ شرکت کرده‌است.